# Báscones (Grado)
Báscones es una parroquia del concejo de Grado, en el Principado de Asturias (España). Alberga una población de 221 habitantes (INE 2022) en 191 viviendas. Ocupa una extensión de 7,46 km².
Está situada en la zona noreste del concejo, a 6,7 km de la capital, inserta en el sector septentrional de la cuenca del río Sama (popularmente conocido por su paso por la parroquia como río Báscones).
Limita al norte con la parroquia de Santa María de Grado; al este con la de Berció; al sur y sureste con el concejo de Oviedo; al suroeste con la parroquia de Bayo; y al oeste con la de Gurullés.

## Poblaciones
Según el nomenclátor del Instituto Nacional de Estadística de 2013 la parroquia está formada por las siguientes poblaciones con los números de habitantes [2022] que siguen:
- Báscones (aldea): 12 habitantes.
- Belandres (lugar): 20 habitantes.
- Borondés (Borondes en asturiano) (lugar): 38 habitantes.
- Casas del Monte (Las Casas del Monte) (casería): 18 habitantes.
- Las Casucas (lugar): 3 habitantes.
- Fuejo (Fuexu en asturiano) (lugar): 79 habitantes.
- Nalió (lugar): 23 habitantes.
- Nores (aldea): 28 habitantes.

De la aldea de Báscones, cabe destacar el Palacio del Marqués de Ferrera, conjunto monumental en el que destaca la torre de finales del siglo XV en excelente estado de conservación, visible desde la N-634. Bajo la finca del palacio, se halla el templo parroquial de que aún conserva de su primitiva fábrica una portada románica. Este templo aparece citado en el falso Testamento del Rey Ordoño II en el año 921: ...In Uascones ecclesiam Sancti Michaelis cum suis adiacentiis.... ("En la iglesia de San Miguel de Uascones con su adyacencia")